# Guścierz Duży
Guścierz Duży – jezioro przepływowe na Pojezierzu Kaszubskim w powiecie kartuskim (województwo pomorskie), na południe od Jeziora Węgorzyno.
Ogólna powierzchnia: 8 ha